# Yaginumia sia
Yaginumia sia (Strand, in Bösenberg & Strand, 1906) è un ragno appartenente alla famiglia Araneidae.
È l'unica specie nota del genere Yaginumia.

## Etimologia
È stato chiamato così in onore di Takeo Yaginuma, (1916-1995), aracnologo giapponese; è stato professore emerito della Otemongakuin University, nei pressi della città di Osaka.

## Distribuzione
La specie oggi nota di questo genere è stata rinvenuta in alcuni paesi dell'Asia orientale: Cina, Corea, Taiwan e Giappone.

## Tassonomia
Gli studi per la determinazione delle caratteristiche della specie tipo sono stati effettuati sugli esemplari denominati Zygiella sia (Strand, 1906) da Archer nel 1960; pochi autori moderni sono d'accordo con queste considerazioni.
Dal 2012 non sono stati esaminati altri esemplari, né sono state descritte sottospecie al 2014.